# Gösta Bengtsson
Gösta Ragnar Bengtsson (Gotemburgo, 25 de julho de 1897 — Estocolmo, 19 de janeiro de 1984) foi um velejador sueco, campeão olímpico. Ele competiu nos Jogos Olímpicos de Verão de 1920 na classe Cruzador de escolho 30 m² e conquistou a medalha de ouro na disputa a bordo do Kullan com Gösta Lundqvist e Rolf Steffenburg.